# Kruszaniwka
Kruszaniwka (ukr. Крушанівка) – wieś na Ukrainie, w obwodzie chmielnickim, w rejonie kamienieckim, nad Dniestrem.
W czasach Rzeczypospolitej wieś leżała w województwie podolskim. Odpadła od Polski w wyniku II rozbioru.